# Primavera (ave)
O Xolmis cinereus  é uma espécie de ave da família Tyrannidae . Ocorre naturalmente na Argentina, Bolívia, Brasil, Paraguai, Peru, Suriname e Uruguai . Seus habitats naturais são savana seca, subtropical ou tropical sazonalmente úmida ou pastagem de planície inundada.